# 2ème Arrondissement (Parakou)
Das 2ème Arrondissement ist ein Arrondissement im Departement Borgou in Benin. Es ist eine Verwaltungseinheit, die der Gerichtsbarkeit der Kommune Parakou untersteht und selbst ein Teil Parakous ist. Gemäß der Volkszählung von 2013 hatte das 2ème Arrondissement 71.121 Einwohner, davon waren 36.081 männlich und 35.040 weiblich.

## Geographie
Als Teil der Stadt Parakou liegt das Arrondissement in der nördlichen Hälfte des Landes.
Das 2ème Arrondissement setzt sich aus 17 Stadtteilen zusammen:
1. Agba agba
2. Assagbinin-Baka
3. Bakounourou
4. Banikanni
5. Banikanni-ENI
6. Banikanni-Madjatom
7. Baparapé
8. Goromosso
9. Korobororou
10. Korobororou-Peulh
11. Ladjifarani
12. Ladjifarani-Petit Père
13. Lémanda
14. Nima-Sokounon
15. Rose-Croix Bah Mora
16. Woubékou-Gah
17. Zongo-Zénon